# Haemaphysalis sambar
Haemaphysalis sambar är en fästingart som beskrevs av Harry Hoogstraal 1971. Haemaphysalis sambar ingår i släktet Haemaphysalis och familjen hårda fästingar. Inga underarter finns listade i Catalogue of Life.